# Burgtorturm Aken

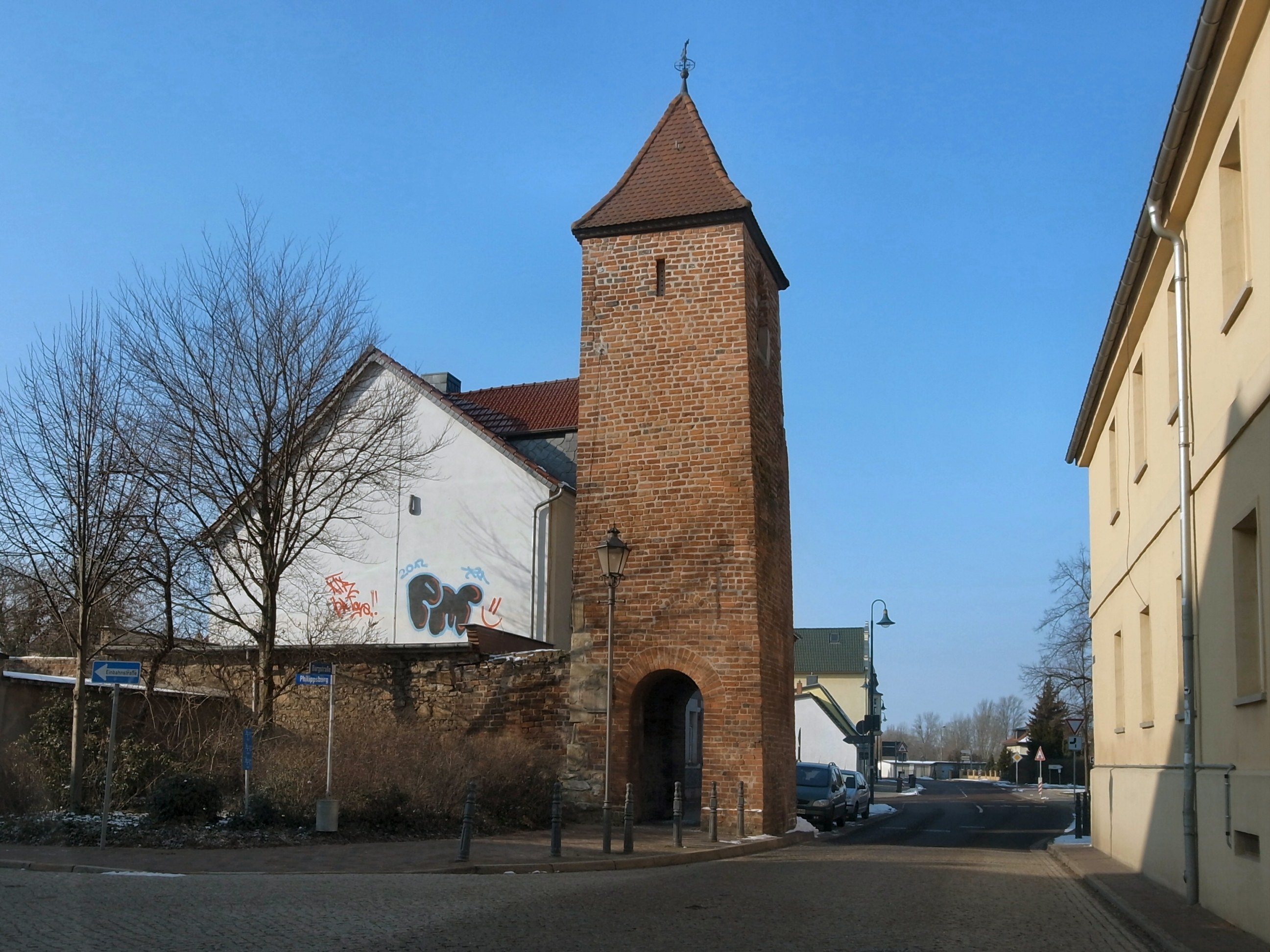
Burgtorturm Aken

Der Burgtorturm ist ein zur historischen Stadtbefestigung gehörender Stadttorturm in der Stadt Aken (Elbe) im Landkreis Anhalt-Bitterfeld in Sachsen-Anhalt.

## Lage und Name
Der Torturm befindet sich im Nordwesten der Altstadt von Aken (Elbe) am Westende der Burgstraße an der Ecke zur Straße Philippsburg. Westlich vor dem Stadttor beginnt die Calber Landstraße, die nach Calbe (Saale) führt. Ob Straße und Tor nach der Burg Gloworp benannt wurden, die sich einige hundert Meter weiter westlich an der Straße befand oder aber nach dem erzbischöflichen Schloss (1392 ersterwähnt), das hier bestand, ist nicht gesichert überliefert.

## Geschichte und Gestalt
Aken ist eine von flämischen Siedlern aufgebaute Planstadt, die neben der Burg und ihrer Siedlung (Gloworp, Lorf) entstand. Als Entwicklungsachsen dieser Planstadt gelten die Straßen von Köthen (Anhalt) nach Zerbst sowie die Straße von Dessau nach Calbe (Saale), die hier kreuzen. Während sich städtische Institutionen wie das Rathaus Aken bereits im 13. Jahrhundert nachweisen lassen, und Bezeichnung als Stadt erstmals 1271 erfolgt, wird eine Stadtmauer erst im Jahr 1335 erwähnt. Das erklärt sich daraus, das zuvor – urkundlich nachweisbar – eine Palisadenwand die Stadt schützte. Die Stadt besaß vier Stadttore, von denen sich drei Tortürme erhalten haben.
Der Burgtorturm ist mit einer Höhe von 15 m und einer Grundfläche von 16 m² ein relativ kleiner Backsteinturm mit Pyramidenhelm. In seinem Erdgeschoss befindet sich ein rundbogiger Durchgang, im Obergeschoss sind die Fenster nach Westen und Osten als Schlitz gestaltet. Der Turm soll im Jahr 1288 ersterwähnt worden sein, seine heutige Gestalt aus der Zeit um 1500 stammen. Eine Sanierung erfolgt in der Zeit von 1994 bis 1996. Der ehemalige Torturm steht als Baudenkmal unter Denkmalschutz und ist im Denkmalverzeichnis mit der Nummer 094 70747 erfasst.